# Victor (Colorado)
Pour les articles homonymes, voir Victor.
Victor est une ville du comté de Teller dans l'État du Colorado aux États-Unis..

## Histoire
La ville et sa région ont bénéficié de la découverte d'or par Robert Womack sur le site de la future ville de Cripple Creek en 1891. Peu de gens ont d'abord cru Womack, 30 ans après la ruée vers l'or de Pikes Peak de 1859, mais il parvient à trouver un acquéreur de son terrain pour une somme élevée à l'époque, 500 dollars.
Peu après, le 4 juillet 1891, Winfield Scott Stratton découvre le gisement d'Independence Lode, près de Victor. Le gisement fera de grandes fortunes à la Bourse de Denver, marché régional d'actions des compagnies minières recherchant de l'or et de l'argent dans l'État du Colorado.
Fondée en 1892, la ville est alors connue sous le nom de City of Mines (« cité des mines »). Elle doit son nom actuel à la Victor Mine, une mine qui est probablement nommée en l'honneur du pionnier Victor Adams.

## Démographie
| 1900  | 1910  | 1920  | 1930  | 1940  | 1950 |
| ----- | ----- | ----- | ----- | ----- | ---- |
| 4 986 | 3 162 | 1 777 | 1 291 | 1 784 | 684  |

| 1960 | 1970 | 1980 | 1990 | 2000 | 2010 |
| ---- | ---- | ---- | ---- | ---- | ---- |
| 434  | 258  | 265  | 258  | 445  | 397  |

Selon le recensement de 2010, Victor compte 397 habitants. La municipalité s'étend sur 0,27 milles carrés (0,7 km2).